# Alżbeta Lenska
Alżbeta Lenska (Siemianowice Śląskie, 22 augustus 1981) is een Pools actrice, model en presentatrice.